# Башкім Кадрії
Башкім Кадрії (дан. Bashkim Kadrii, нар. 22 січня 1989, Копенгаген) — данський футболіст албанського етнічного походження, півзахисник клубу «Оденсе».

## Клубна кар'єра
Народився 22 січня 1989 року в місті Копенгаген. Вихованець футбольної школи клубу «Б 93». Дорослу футбольну кар'єру розпочав 2005 року в основній команді того ж клубу, в якій провів чотири сезони, взявши участь у 30 матчах чемпіонату.  У складі «Б 93» був одним з головних бомбардирів команди, маючи середню результативність на рівні 0,6 гола за гру першості.
До складу клубу «Оденсе» приєднався 2009 року. Наразі встиг відіграти за команду з Оденсе 49 матчів в національному чемпіонаті.

## Виступи за збірні
2008 року дебютував у складі юнацької збірної Данії, взяв участь у 10 іграх на юнацькому рівні, відзначившись 3 забитими голами.
Протягом 2010–11 років  залучався до складу молодіжної збірної Данії. На молодіжному рівні зіграв у 3 офіційних матчах, забив 2 голи. Був учасником домашнього для данців молодіжного чемпіонату Європи 2011 року, на якому став автором одного з трьох голів господарів на турнірі, втім не допоміг команді подолати груповий етап змагання.
2011 року дебютував в офіційних матчах у складі національної збірної Данії.

## Титули
- Чемпіон Данії (1):

«Копенгаген»: 2016
- Володар Кубка Данії (1):

«Копенгаген»: 2016